# Cafe Mari (minialbum)
Cafe Mari – drugi minialbum polskiej piosenkarki Marie wydany 14 lutego 2021 roku poprzez Thecutestlabel.

## Autorstwo i historia wydania
Tekst do wszystkich utworów napisała sama Marie, a muzykę stworzył Producent Adam. 14 lutego 2021 roku został on wydany w formatach digital download/streaming, 10 marca tego samego roku w formie płyty kompaktowej. Od 31 marca dostępny był w pakiecie CD + „Ciastkowa koszulka”. Do albumu (w wersji CD) był dołączany również zbiór opowiadań „Zapiski z Cafe Mari”. Tytułowa Cafe Mari to popularna kawiarnia, która znajduje się w rodzinnym mieście artystki – Lublinie.

## Odbiór krytyczny
Recenzent Dyktafonografiki porównał album do biszkoptu nasączonego rumem: „z wierzchu puszysty, delikatny po wgryzieniu odczuwamy na języku, że nie jest wcale taki niewinny”. Bartosz Biegun z Sajko dodał, że cztery z pięciu utworów albumu są spokojne, stonowane i „ładne”, z wyjątkiem „ożywionego” singla „Zero Calorie Cookie”. Porównał również Cafe Mari, do albumu Sanah pt. Królowa dram.

## Lista utworów
| Edycja standardowa | Edycja standardowa    | Edycja standardowa      | Edycja standardowa | Edycja standardowa |
| Nr                 | Tytuł utworu          | Autorzy                 | Produkcja          | Długość            |
| ------------------ | --------------------- | ----------------------- | ------------------ | ------------------ |
| 1.                 | „Dżinsy”              | Adam Lato · Julita Kusy | Adam Lato          | 3:20               |
| 2.                 | „Red Velvet Cupcake”  | Adam Lato · Julita Kusy | Adam Lato          | 3:40               |
| 3.                 | „Zero Calorie Cookie” | Adam Lato · Julita Kusy | Adam Lato          | 2:53               |
| 4.                 | „Igloo”               | Adam Lato · Julita Kusy | Adam Lato          | 3:39               |
| 5.                 | „Pistacjowe latte”    | Adam Lato · Julita Kusy | Adam Lato          | 2:45               |
|                    |                       |                         |                    | 16:17              |

Uwagi
- W utworze „Pistacjowe latte” tytuł piosenki jest stylizowany na „Pistacjowe Latte”.

## Twórcy
- Julita Kusy – słowa
- Adam Lato – muzyka, aranżacja utworu „Dżinsy”[2], produkcja[7]

## Single
Pierwszy singel z albumu, pt. „Dżinsy”, został wydany w formacie digital download/streaming 18 grudnia 2020 roku. Kolejny, „Zero Calorie Cookie”, 15 stycznia 2021. Cieszył się on większą popularnością, dostając się m.in. na 4. pozycję listy Spotify Viral 50 w Polsce.

## Wideografia
Już w 2018 roku Marie opublikowała nagranie z utworem „Igloo”. Dwa lata później powstał teledysk do singla „Dżinsy” (w wersji „(purpel sweter ver.)” = „fioletowego swetra”). Wyprodukowany przez Alibi Studio teledysk do „Zero Calorie Cookie” został opublikowany 20 stycznia 2021 roku i wyświetlono go ponad 6 milionów razy.

## Historia wydania
| Obszar     | Data           | Format                      | Wersja   | Wytwórnia      | Przypis |
| ---------- | -------------- | --------------------------- | -------- | -------------- | ------- |
| Polska     | 10 marca 2021  | CD                          | oryginał | Thecutestlabel | [ 3 ]   |
| Cały świat | 14 lutego 2021 | digital download, streaming | oryginał | Thecutestlabel | [ 1 ]   |